# Sveneby kyrka
Sveneby kyrka är en kyrkobyggnad som sedan 2002 tillhör Fägre församling (tidigare Sveneby församling) i Skara stift. Den ligger i den sydvästra delen av Töreboda kommun.

## Kyrkobyggnaden
Ursprungliga kyrkan uppfördes på 1100-talet och utgör västra delen av nuvarande långhus. Korsarmarna åt norr och söder tillkom troligen på 1600-talet. År 1746 uppfördes en kvadratisk sakristia mellan norra och östra korsarmen. Samtidigt breddades koret.
En fristående klockstapel av trä är byggd på 1750-talet.

## Inventarier
- Ett triumfkrucifix är från 1120-talet.
- Dopfunten med tärningsformad cuppa är från medeltiden. Cuppan har uttömningshål.
- En kororgel med sex stämmor, manual och pedal är byggd 1983 av Smedmans Orgelbyggeri i Lidköping.